# 竇憲
竇憲（？—92年），字伯度，祖籍扶風平陵（今陝西咸陽西北）人，竇融之曾孫，祖上六代居住于凉州。東漢外戚、權臣、将领。典故“燕然勒石”就来自竇憲，凉州武力豪族的代表人物之一。

## 生平
建初二年（77年），漢章帝立竇憲之妹為皇后。竇憲、竇篤兄弟親倖，“賞賜累積，寵貴日盛，自王、主及陰、馬諸家，莫不畏憚”。永元元年（89年）竇憲派遣刺客刺殺太后倖臣劉暢，嫁禍利侯劉剛，後因事洩獲罪，被囚於宮內。竇憲恐懼，請求出擊北匈奴以贖死。

### 伐北匈奴
逢南匈奴單請兵北伐，乃拜竇憲為車騎將軍。夏六月，竇憲以執金吾耿秉為副手，各領四千騎，合南匈奴、烏桓、羌胡兵三萬餘出征。竇憲出雞鹿塞（內蒙古磴口縣西北七十公里），度遼將軍鄧鴻出稠陽塞（今固陽），南單于出滿夷谷，三軍在涿邪山會師，大敗北匈奴於稽洛山（今蒙古國額布根山），竇憲、耿秉乘勝追擊，至達和渠北醍海（屠申海），殺一萬三千多人，俘虜無數。後登燕然山（今蒙古國杭愛山）。在燕然山刻石記功，命班固撰其辭曰：“鑠王師兮徵荒裔，剿兇虐兮截海外，敻其邈兮亙地界，封神丘兮建隆嵑，熙帝載兮振萬世。”史稱燕然勒石。
九月庚申日，朝廷拜车骑将军窦憲為大將軍，位高三公，以中郎将刘尚为车骑将军。燕然山大捷，使窦宪坚定了消灭北匈奴的决心。
二年后，永元三年（91年）二月，大将军窦宪派遣左校尉耿夔领兵出居延塞，出塞五千里进攻金微山（今阿爾泰山），大破北匈奴单于主力，斩名王以下五千餘人，俘虏北单于皇太后，北单于仓皇逃竄不知所终。

### 涉嫌谋逆
竇憲既破匈奴，權震朝廷，遂陰圖篡漢。汉和帝知其陰謀，與中常侍鄭眾計殺竇憲。
永元四年（92年）夏四月丙辰日，大将军窦宪返回京师。六月，和帝以窦宪谋逆，下令逮捕其黨羽，謁者仆射沒收大將軍印綬，改封為冠軍侯，遣竇憲和竇篤、竇景、竇瓌都回封地。竇憲、竇篤、竇景到封地後，都被迫令自殺。當時正在編撰《漢書》的史家班固亦受竇憲牽連，死於獄中。

## 评价
范晔的后汉书对窦宪有较高的评价，认为他的功绩是超过了卫青霍去病。“卫青、霍去病资强汉之众，连年以事匈奴，国耗太半矣，而猾虏未之胜，所世犹传其良将，岂非以身名自终邪！窦宪率羌胡边杂之师，一举而空朔庭，至乃追奔稽落之表，饮马比鞮之曲，铭石负鼎，荐告清庙。列其功庸，兼茂于前多矣，而后世莫称者，章末衅以降其实也。是以下流，君子所甚恶焉。夫二三子是之不过房幄之间，非复搜扬仄陋，选举而登也。当青病奴仆之时，窦将军念咎之日，乃庸力之不暇，思鸣之无晨，何意裂膏腴，享崇号乎？东方朔称“用之则为虎，不用则为鼠”，信矣。以此言之，士有怀琬琰以就煨尘者，亦何可支哉！”

## 延伸阅读
[在维基数据编辑]
 《後漢書/卷23》，出自范晔《後漢書》
 《東觀漢記》